# Bryggeriet i Rahbeks Allé
Bryggeriet i Rahbeks Allé var et dansk bryggeri, etableret 1860 på Rahbeks Allé 3 på Vesterbro i København, som det tog navn efter. I 1891 blev det indlemmet i De forenede Bryggerier.
Bryggeriet blev anlagt af cand.pharm. August Vogelius, som havde været inspektør på Gamle Carlsberg 1852-56 og dernæst blev forpagter af brygger J.C. Jacobsens hvidtølsbryggeri i Brolæggerstræde. Dette bryggeri var dog teknisk forældet, havde en dårlig, indeklemt beliggenhed og var ved at blive udkonkurreret af nye bryggerier.
Sammen med assessor pharm. J.C. Hauberg som passiv deltager begyndte Vogelius i 1860 konstruktionen af et nyt, stort bryggeri uden for byen. J.C. Jacobsen hjalp med tegninger til bryggeriets indretning, og bygningerne blev tegnet af arkitekt Jens Eckersberg i en senklassicistisk stil. Brygningen begyndte 14. august 1861. Salget gik så godt, at en udvidelse fulgte allerede i 1864, og 1. oktober 1874 blev det overdraget til et konsortium (senere aktieselskab) med cand.pharm. Even Ibsen som leder. Han var tidligere brygmester på Bryggeriet Svanholm. Samtidig forandredes navnet fra A. Vogelius' Bryggeri til Bryggeriet i Rahbeks Allé. Bryggeriet i Rahbeks Allé fremstillede kun overgæret øl og tilbød hvidtøl, skibsøl, dobbeltøl og bitterøl. Indtil 1877 var produktionen støt stigende.
Men så faldt salget, hvilket skyldes, at bayersk øl i stigende grad blev efterspurgt i stedet. Ledelsen reagerede hurtigt og satte 1880 en produktion af undergæret øl i sving, og allerede kort efter gik salgskurven op igen.
Vogelius havde bevaret sin tilknytning til sin fabrik som kasserer og bestyrelsesmedlem, men fra 1. oktober 1880 tog han igen tøjlerne som leder af bryggeriet. Ibsen fratrådte for at overtage ledelsen af Bryggeriet Frederiksberg. Syv år senere, 1. oktober 1887, trak Vogelius sig tilbage. Den nye direktør blev William Haurowitz, der i mange år havde drevet et bryggeri i Trondhjem. Han blev også den første direktør for De forenede Bryggerier.
1923 blev bryggeriets navn ændret til Kongens Bryghus, da man lukkede det oprindelige Kongens Bryghus ved Frederiksholms Kanal. En anden filial af KB blev Marstrands Bryggerier på Vodroffsvej.
I tidens løb undergik Kongens Bryghus på Rahbeks Allé flere forandring, bl.a. blev der i 1956-57 opført en silo, tegnet af arkitekten Tyge Hvass, som kunne rumme 4000 tons malt, nederst, og 900 kubikmeter vand, øverst. Den store bygning mod gaden blev desuden revet ned.
Fusionen mellem Carlsberg og De forenede Bryggerier blev enden for Kongens Bryghus, og området blev siden omdannet til boliger med bl.a. 33 lejligheder i siloen. Den gamle ejendom fra 1860 er i dag en andelsboligforening under navnet A/B Kongens Bryghus.